# Château de Beynes
Le château de Beynes est un ancien château fort situé sur la commune de Beynes dans le département des Yvelines, en France.
Il constitue un ensemble médiéval en ruines partiellement conservé et bénéficie à ce titre d'une inscription à l'inventaire des monuments historiques en 1959 et d'un classement depuis 2014.

## Localisation
Le Château est situé au centre-bourg de Beynes au fond de la vallée de la Mauldre et à proximité de cette rivière.
À 22 km de Versailles (à sud-est) et 24 km de Mantes-la-Jolie (au nord-ouest), le site se situe à environ 90 m d'altitude encadré par les plateaux de la plaine de Versailles et les vallons du Mantois et à la lisière de la forêt domaniale de Beynes.

## Historique

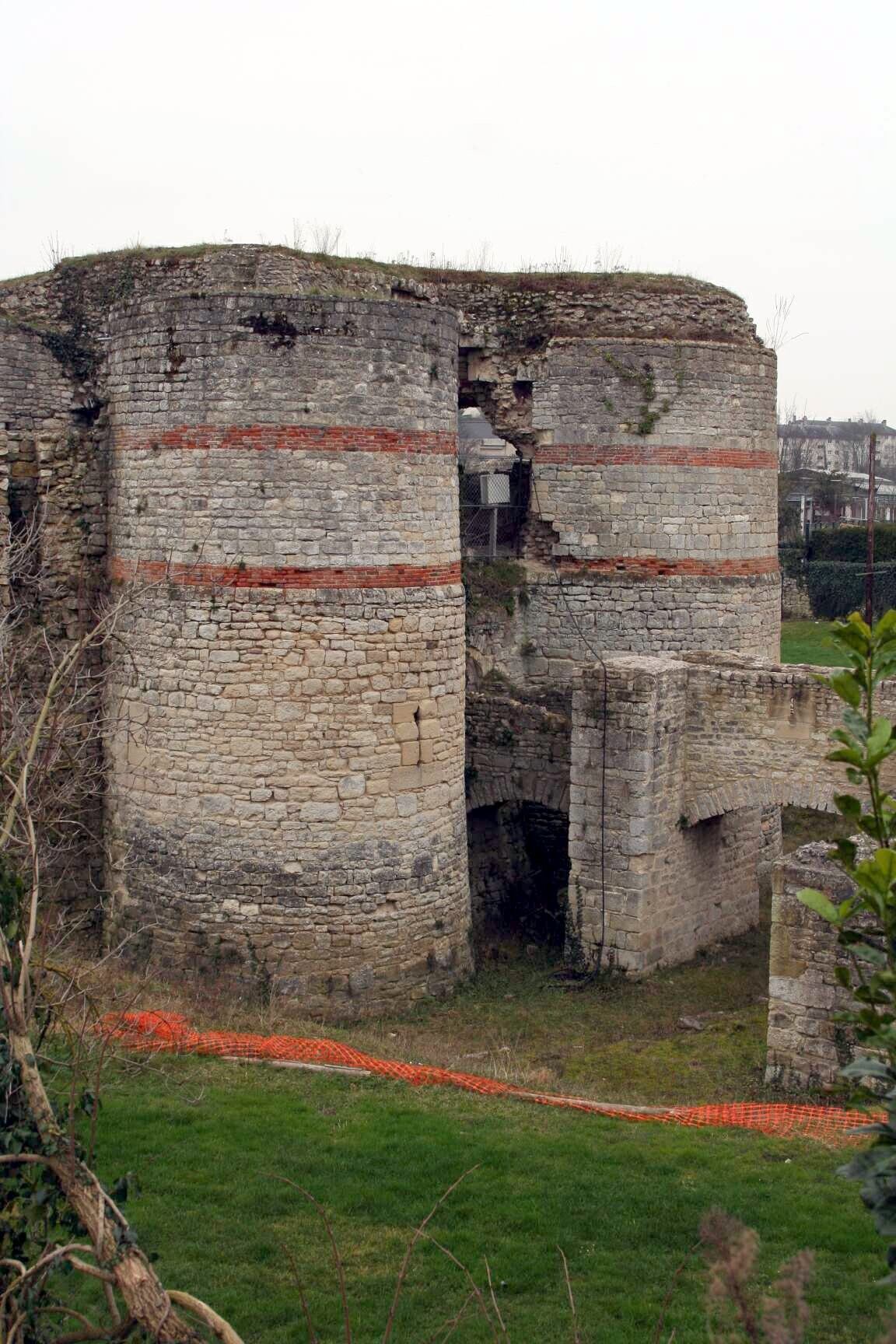
Le château vu de l'ouest.

### Aux origines de la Seigneurie de Beynes
Le territoire sur lequel se situe aujourd'hui Beynes relève de l'Abbaye de Saint-Germain-des-Prés depuis la fin de l'Antiquité.
Sous Robert le Pieux, la protection de ces terres a été confiée à son vassal Guillaume de Hainaut, premier seigneur de Montfort. Il aura pour mission de protéger et fortifier les marches du domaine royal face au territoire anglo-normand.
La seigneurie de Beynes se transmet à Amaury ler de Montfort et à son petit-fils Amaury II de Montfort. Puis Richard de Montfort achève la fortification de ce premier castrum  entre 1087 et 1092.
Fortification qui servira à Simon II de Montfort, frère de Richard ler, pour résister aux assauts du Roi d'Angleterre Guillaume le Roux en 1092 qui d'ailleurs ne parviendra pas à prendre les places de Montfort l'Amaury, Neauphle, Maule et Beynes.

### Au XIIe siècle
Cependant, la première mention d'un castrum à Beynes ne date que de 1176 et les fouilles menées sur le site n'ont pas permis de remonter au delà de la première moitié du XIIe siècle.
La mention de Castrum peut laisser penser à une simple muraille ceignant le village plutôt qu'à une motte castrale en tant que tel. Si un château fortifié a existé avant le XIIe siècle, il se situait probablement plus au sud de l'actuel site à proximité de l'ancienne voie romaine mais aussi de la rivière Mauldre.
Beynes protège alors l'ex voie romaine nord-sud reliant la vallée de la Loire à celle de la Seine (axe Orléans à Beauvais), une position stratégique déterminante qu'il occupera jusqu'au XVe siècle.
La Mauldre assure ici une seconde ligne de défense avant Paris au cas où l'Eure serait franchie par l'ennemi. Il devient donc nécessaire de contrôler de façon renforcée le gué sur la Mauldre et le carrefour vers Mantes.
Des inondations régulières autour de la Mauldre poussent à construire un premier château de pierre hors d'eau à proximité de l'église et du haut village déjà situés sur le replat formé par un éperon rocheux au nord. Quelques travaux de remblaiement au partie sud permettent d'élargir l'assiette de la fortification.
Le château consistait alors en une tour ovoïde dont la base de moellons faisait 2,20 m d'épaisseur, tour chemisée d'une enceinte et à laquelle on accédait par une tour-porche. La porte du donjon est sise à l'opposé de l'entrée du château pour éviter une pénétration brutale dans celui-ci.
La muraille qui enceint le village, est encore visible en 1714 et figure toujours sur le cadastre de 1818. Complétée par un fossé, elle est percée de trois portes dites "de Paris", "de Mantes" et "du Château".
Fort de sa muraille et d'un grand territoire paroissial (double de la moyenne de l'époque), la Seigneurie de Beynes abrite et protège jusque 850 habitants ou 170 familles au XIIIe siècle.
Topographiquement, la situation en fond de vallée du château de Beynes nécessite de compléter sa structure défensive par des points d'appui complémentaires. C'est ainsi que 5 fortifications complémentaires sont construites sur le plateau et orientées vers l'ouest sous la forme de mottes et fermes-fortes.

### Guerre de Cent Ans: un réseau de protection renforcé
Avec la Guerre de Cent Ans puis le développement de l’artillerie, le château connaît de grands remaniements : le donjon est arasé, des logis sont ajoutés sur deux étages. L'enceinte originelle est doublée d'une seconde ponctuée de neuf tours semi-circulaires.
Les fossés sont élargis et l’espace entre les deux enceintes est comblé pour accueillir une galerie de casemate surmontée par un boulevard d’artillerie.
Deux châtelets d’entrée de deux tours fortifiées contrôlent les accès vers le village et la rivière.
Le château est alors une garnison, qui joue son rôle de défense du Domaine royal durant les guerres de Cent Ans.

### À partir duXVesiècle: un château d'agrément
Au XVe siècle, le château perd son importance stratégique du fait de l'extension du domaine royal, Robert d'Estouteville, chambellan du roi Charles VII et propriétaire des lieux, lui fait subir quelques modifications, en rasant le donjon et en adaptant les fortifications à l'artillerie naissante.
Au XVIe siècle, des mains de barons féodaux Beynes passe à celles de maitresses et conseillers des rois. Désormais château d'agrément, Beynes permet à ses propriétaires successifs de se positionner près de Paris et du pouvoir royal, dans une quête d'assise foncière ou de titres nobiliaires. Ainsi, le juriste Guillaume Poyet acquiert Beynes en 1530 (auteur de l'Ordonnance de Villers-Cotterêts il deviendra Chancelier de France avant de tomber en disgrâce et de perdre son bien). Le domaine est donné à Anne de Pisseleu. En 1536, il est cédé à Diane de Poitiers (Madame de Valentinois) par Henri II, son royal amant. Elle fait bâtir un nouveau logis par Philibert Delorme, auteur du château des Tuileries, du château d'Anet ou d'une partie de celui de Chenonceau. Le château figure parmi les premiers répertoriés où le principe du lamellé-collé est appliqué à la charpente (la technique a donc été inventée par ce grand architecte,).
Au XVIIe siècle, en 1688, des dames de la haute aristocratie s'y réunissent autour de la mystique madame Guyon. Le 4 octobre, elles organisent une rencontre au château entre madame Guyon et leur directeur spirituel, l'abbé de Fénelon. Celui-ci devient un des plus fervents disciples de madame Guyon.

### Après la Révolution, la ruine et l'oubli
Au XVIIIe siècle, la ruine du château sert un temps de décor au parc anglais aménagé par les Phélyppeaux de Pontchartrain qui le possèdent alors. Un devis pour sa restauration est établi, son coût convainc vraisemblablement les propriétaires de le laisser en état. Abandonné puis démantelé, il sert même de carrière pour les constructions du village.
En 1967, le château de Beynes est racheté par la municipalité qui se charge de sauver le domaine alors enseveli par la végétation. De 1995 à 1999, il fait l'objet de fouilles puis bénéficie de travaux de consolidation.
En 2014, l'ensemble des vestiges fait l’objet d’un classement au titre des monuments historiques.
Début juin 2016, les fortes pluies ont causé l'inondation des douves,, et l'écroulement d'un pan de muraille. Des travaux, sous forme d'un chantier de bénévoles subventionné et sponsorisé, sont en cours pour stopper sa dégradation et permettre son accès au public.

## Description
Le château fort, de nos jours à l'état de ruines, adopte un plan circulaire reprenant la forme de la motte castrale du XIe siècle. Il est traversé par une allée centrale donnant sur deux corps de logis. Il était entouré de profondes douves et son pont-levis était protégé par une barbacane, cette dernière est maintenant restaurée.